# Абазиева, Анна Олеговна
Анна Олеговна Абазиева ( род. 16 февраля 1974, Москва, РСФСР, СССР) — советская и российская художница, куратор выставок, организатор движения «Метрополия». Работает в техниках перфоманса и цифрового искусства. Участница художественной группы «В.М.С.» («ВнутриМаточная спираль»). Работы находятся в частных и музейных коллекциях, например, в коллекции Михаила Алшибаи и в Национальном музее женского искусства. Кроме творчества занимается кураторской и галерейной деятельностью.

## Биография
Родилась 16 февраля 1974 года в Москве. Отец — скульптор Олег Абазиев.
В 1978 году поступила в Экспериментальную детскую архитектурную студию («ЭДАС») к Владислава Кирпичёва, будучи самым первым учеником.
В 1979 году состоялась первая персональная выставка в Центральном доме архитектора. Также она участвовала в аудиовизуальном перфомансе о снах и достижений воплощения архитектурных фантазий студии.
С 1986 года по 1991 год училась в Московской центральной художественной школе.
В 1997 году окончила факультет дизайна Санкт-Петербургской Государственной художественно-промышленной академии.
С 1997 года по 1998 год училась в ГИТИСе на курсе Бориса Юхананова.
В 1998 году совместно с Алексеем Беляевым-Гинтовтом приняла участие в создании арт-клуба «Край».
В 1999 году окончила курс «Новые художественные стратегии» ЦСИ Сороса и ИСИ в Москве. Том же году организовала арт-группу «В.М.С.» («ВнутриМаточная спираль») с Еленой Ковылиной.
2000 год — создание арт-группы «Благодетели».
2019 год — создание арт-группы «Цунами».

## Творчество

### В составе арт-группы «В.М.С.»
- 2001 — «Героини с Востока». Москва, галерея Марата Гельмана[4][12].

- 2002 — проекты «Gosstop» и «Героини с Востока», в рамках выставки «Искусство женского рода. Женщины‑художницы в России XV—XX веков»[13][14], Третьяковская галерея.
- 2002 — фото-перформанс Gosstop. Малый Манеж, Москва. В рамках проекта «Искусство как туризм» (куратор Георгий Никич) представлен в Институте имени Гёте в Москве[источник не указан 461 день].
- 2004 — «Героини с Востока». Музей при Ноттингемском Университе в Англии, частная галерее «KustPunkt» в Берлине (Германия). Арт-Клязьма фестиваль[15] Фотографический проект «Керель на дереве» — инсталляция в лесу и перфоманс «Факел Нептуна»[источник не указан 461 день].
- 2005 — перформанс «Искусство Принадлежит Народу» (Арт-Москва в ЦДХ), галерея Paula Betcher[источник не указан 461 день]. Сахаровский центр, выставка «Европа», проект Gosstop и уличная акция «Комендантский час», Москва, Чистые Пруды[источник не указан 461 день].
- 2006 — «Новогодняя Пальма»: инсталляция «Платиновые фалосы» и перфоманс «Едоки картофеля» (Арт-клуб «Муха»)[источник не указан 461 день]

### Персональное творчество
- 2000 — перформанс «Прометей». Первый фестиваль имени Сергея Курёхина, клуб ДОМ, Москва[источник не указан 461 день].

- 2002 — участие в Арт-Москва. Русско-шведский проект. Полотно «Девушка и Смерть[источник не указан 461 день]»

- 2002 — «Luna international gallery», Германия, галерея «Fondation Starke» Берлин, проект «Gosstop», снят на улицах Берлина[источник не указан 461 день].

- 2003 — компьютерная графика «Рог изобилия». В рамках проекта «Овечка Долли» мастерской Ильи Кабакова, Москва[источник не указан 461 день].

- 2005 — фотоколлаж «Тяни-Толкай», фото-серия «Керель» совместно с питерским фотографом Павлом Василевым, Музей при РГГУ «Другое Искусство», раздел «Автопортреты женщин-художниц»[16].
- Новый Манеж, «Родина-Отечество», видео-фото инсталляция, фото-отчет о перфомансе «Комендантский час», плакат «Родина-мать зовет!»[источник не указан 461 день]
  - 2006 — участие в «Ливерпульская Биеннале» перфомансическое иллюстрирование фотографического проекта «Керель» — перфоманс «Рождение и Смерть» на территории Ливерпульского Торгового Центра в содружестве с Рёмер + Рёмер; дублирование перфоманса в том же составе в Лондоне в Мастерской Сумерека. В дальнейшем были выставлены визуальные документации — фото, картины, видеозаписи с ливерпульского перфоманса «Рождение и Смерть».в галерее «Rundgang» при Академия Искусств в Дюссельдорфе (Германия), в «Spontan 1» и «Prezlauer» в Берлине (Германия). Перфоманс «Рай-Сад» с группой M.A.I.S. (семья Дмитрия Пригова) в Лондоне[источник не указан 461 день].
  - 2007 — Галерея «Пальто» 52-я Венецианская биеннале, проект «Брюнетка за углом» в содружестве с фотографом Павлом Васильевым[источник не указан 461 день].
  - 2007 — Малый Манеж, ФХЛ, проект «Разведка в Искусстве», фото-инсталляция «Мата Хари» в Москве[источник не указан 461 день].
  - 2007 — выставка «Новый Ангеларий» (ММСИ)[17][18] Выставка в здании СЭВ, проект «Москва глазами молодых», компьютерная графика «Преобразование Кремля». Выставка работ из серии «7 смертных грехов» в персональном проекте «Too Ann» на Арт-пространство «Сад». Серия перфомансов и выставок в проекте «Три9Zemel» творческого центра «Третий Путь»: перфомансы «Победа над Смертью», «Пентаграмма». Выставка работ серии «Рай на крыше» на фестивале Paradase-Bunker в Берлине (Германия) в содружестве с Römer + Römer (Torsten and Nina Römer)[источник не указан 461 день].

- - 2008 — проект «Крыша» в фестивале интимной фотографии в Галерее Современной Фотографии «Reflex»[источник не указан 461 день]. сентябрь

- - 2009 — «АРТ-СТРЕЛКА» инсталляция «Сеть»[источник не указан 461 день].
  - 2010 — «Художественные мастерские» в ЦДХ Натюрморт в стиле Vanitas (холст, масло). ŽEN d’АРТ. Гендерная история искусства в постсоветском пространстве: 1989—2009 (Московский музей современного искусства)[19].
  - 2011 — в галерее «Франция» перфоманс «Акт Милосердия»[источник не указан 461 день].
  - Персональная выставка, в сотрудничестве с художником Викентием Нилиным, проект «Красивые мужчины». Клуб «Дом». Фестиваль Love-video: фильм «Лето Богов» на номинации Игры на Грани — программа русского видеоарта. Участие в Арт-Москве в коллекции Пьера Броше проектом «Героини с Востока»[источник не указан 461 день].

#### Персональные выставки
- 2005 — фотовыставка «Сновидение Маты Хари» (Музей сновидений Фрейда)[20].
- 2013 — «7 смертных грехов и их отражение» (частная галерея Анны Шумиловой)[источник не указан 461 день]

## Кураторство
- Куратор галереи на Рублёвке «Калчуга» в 2010 году[источник не указан 461 день].

- Куратор выставки «МОСХАОС» в 2012 году[источник не указан 461 день].

- Куратор выставок русского искусства на «Арт-Базель Майами» в США в 2013 году[источник не указан 461 день].

- Куратор граффити-фестиваля на Красном Октябре «Красивый город» в 2014 году[источник не указан 461 день].

- Куратор выставок в Музее Бахрушина «МОNSTERIO» в 2017 году[источник не указан 461 день].

- Куратор выставки дворянское искусство «Space STATION» в 2018 году[источник не указан 461 день].

- Куратор выставки в музее Зверева «Вожди» в 2019 году[источник не указан 461 день].

- Куратор школы перфомансов «Метрополия» в 2020 году[источник не указан 461 день].

- Куратор выставки «Русские сезоны» в Париже «Галерея 59» в 2021 году[источник не указан 461 день].

- Куратор проекта «Материализация Мечты» в содружестве с Monmast в 2022 году[источник не указан 461 день].

- Фестивали, выставки и образовательные лекции и от «Метрополии» в 2007—2024 годах[источник не указан 461 день]

## Коллекции
Работы художницы находится в коллекциях следующих музеев: Третьяковская галерея, Музей Бахрушина, Гараж, Центральный дом художника и Национальный музей женского искусства. А также в частных коллекциях Пьера Броше, Михаила Алшибаи и Анны Шумиловой.